# Municipio de Bazine
El municipio de Bazine (en inglés: Bazine Township) es un municipio ubicado en el condado de Ness en el estado estadounidense de Kansas. En el año 2010 tenía una población de 454 habitantes y una densidad poblacional de 1,46 personas por km².

## Geografía
El municipio de Bazine se encuentra ubicado en las coordenadas 38°28′48″N 99°41′45″O / 38.48000, -99.69583. Según la Oficina del Censo de los Estados Unidos, el municipio tiene una superficie total de 311.75 km², de la cual 311,74 km² corresponden a tierra firme y (0 %) 0 km² es agua.

## Demografía
Según el censo de 2010, había 454 personas residiendo en el municipio de Bazine. La densidad de población era de 1,46 hab./km². De los 454 habitantes, el municipio de Bazine estaba compuesto por el 86,78 % blancos, el 1,32 % eran afroamericanos, el 1,76 % eran amerindios, el 9,03 % eran de otras razas y el 1,1 % eran de una mezcla de razas. Del total de la población el 18,94 % eran hispanos o latinos de cualquier raza.